# Neulasaari (ö i Södra Karelen)
Neulasaari är en ö i Finland. Den ligger i sjön Rautjärvi och i kommunen Savitaipale i den ekonomiska regionen  Villmanstrands ekonomiska region  och landskapet Södra Karelen, i den södra delen av landet, 170 km nordost om huvudstaden Helsingfors. Öns största längd är 40 meter i sydöst-nordvästlig riktning.